# حسام سلامة
حسام سلامة إبراهيم حسن لاعب كرة قدم مصري، ويلعب حاليًا لنادي الترسانة في مركز المهاجم الصريح.

## مسيرته الكروية

### بداياته
بدأ مشواره في سن الخامسة عشر في مركز شباب صنافير بالقليوبية ولعب بدوري مراكز الشباب وكان يلعب كل الألعاب الأخرى، سواء جمباز أو كرة طائرة أو كرة السلة، ولكن قبل ذلك دخل الاختبار داخل نادي الزمالك مع أربعة من زملائه، وكانت أول محطة صعبة واجهته بعد أن تم قبول زملائه جميعًا ورفضه هو، ليقرر التحدي ويذهب للاختبار بالنادي الأهلي ليجد إشادة «من قبيل المجاملة» وبعدها يتم توجيه الشكر له ورفضه بداعي أنه «قصير القامة»، واستمرت رحلة التحديات في مشواره ليذهب لنادي السكة الحديد ويتم رفضه.

وبعد الفشل في الاختبارات اتجه للعب «الكرة الطائرة» ولعب في دوري الدرجة الثالثة لمدة موسمين مع نادي طوخ، ولكن طموحه وإصراره من ناحية وحبه للكرة من ناحية أخرى جعله يعاود تحدياته، فبدأ بلعب كرة القدم مع نادي قها بدوري الدرجة الرابعة منه إلى نادي طوخ ثم نادي منوف قبل أن يلعب لثلاثة مواسم في الصعيد، مع نادي سكر أبو قرقاص ونادي سكر الحوامدية.

وبعد المعاناة في ملاعب الصعيد انتقل لنادي الشمس في دوري الدرجة الثانية ولعب معه لموسم، ولكن لا يزال حلم التألق مع الكرة المصرية يداعبه رغم أنه «في دوري المظاليم».

### الداخلية
بدأ يشعر اللاعب باليأس مرة أخرى «فقطار العمر يجري» ولكنه وجد الفرصة من خلال زميل حدد له موعدًا مع علاء عبد العال مدرب الداخلية وقتها أحد أندية الدوري الممتاز الذي وجد ضالته في اللاعب الذي كاد أن يبحث عن وظيفة أخرى لو فشل هذه المرة، وأخبره علاء عبد العال حين حاول ضمه أن قيمة العقد ستكون ضعيفة، ولكنه لم يهتم بذلك؛ فكان فقط يريد تحقيق حلم اللعب في الدوري الممتاز.

لم يتخلى عن أمله باللعب في الدوري المصري الممتاز، ورفض كل الإحباط الذي تعرض له ليبدأ يجني ثمار جهده مع الداخلية موسمًا تلو الآخر، ويتوج جهده بالفوز بلقب هداف الدوري في ثاني مواسمه بالمسابقة برصيد 20 هدف متفوقًا على كل مهاجمي الكرة المصرية.

### سموحة
انضم لسموحة في يوليو 2015، وواصل تألقه للموسم الثاني على التوالي وأحرز أسرع هدف في تاريخ الدوري المصري في هذا الموسم في الثانية 11.6 ثم يدخل التاريخ بتتويجه بلقب هداف الدوري للموسم الثاني على التوالي وبفريقين مختلفين الداخلية وسموحة بعد أن سجل هذا الموسم 17 هدفًا مع الفريق السكندري.

### الزمالك
في يناير 2017 وقع رسميًّا على عقود انتقاله لصفوف نادي الزمالك قبل سفره بصحبة بعثة المنتخب العسكري إلى عمان، قادمًا من نادي سموحة خلال فترة الانتقالات الشتوية بعقد لمدة 3 سنوات ونصف، حيث سيتم سداد 7 ملايين جنيه يتحمل منها اللاعب مليون جنيه، إضافة لإعارة أحمد دويدار 6 أشهر للنادي السكندري.

وفي 23 يناير 2017 قرر مسئولو نادي الزمالك قيده في القائمة الأفريقية بالموسم الجديد، لتدعيم الفريق في منافسات بطولة دوري أبطال أفريقيا 2017.

وفي 15 فبراير 2017 نجح في تسجيل أول أهدافه مع نادي الزمالك بإحرازه هدف التعادل للفريق في الدقيقة 44 أمام فريق الإنتاج الحربي ضمن مباريات الأسبوع الثامن عشر في بطولة الدوري الممتاز.وسجل هدفين في مسيرته مع الزمالك التي امتدت لموسم واحد لعب خلاله 9 مباريات

### الاتحاد السكندري
في 20 أغسطس 2017 انتقل لنادي الاتحاد السكندري على سبيل الإعارة لمدة موسم واحد، مقابل مليون و500 ألف جنيه، نافيًا بذلك ما تردد بشأن انتقاله للمصري في صفقة تبادلية مع أحمد موسى لاعب الفريق البورسعيدي المنضم للزمالك. وكانت أول مباراة له مع الفريق السكندري أمام الإسماعيلي في الجولة الأولى من الدوري الممتاز.

### المقاولون العرب
في 10 يناير 2018 انتقل لنادي المقاولون العرب على سبيل الإعارة، في صفقة تبادلية. وكان الاتحاد السكندري قد تعاقد معه على سبيل الإعارة لمدة موسم، ويحق له إعارته إلى أي فريق طالما كانت فترة إعارته للنادي سارية. وكانت أول مباراة له مع الفريق أمام الإسماعيلي في الأسبوع التاسع عشر من الدوري الممتاز.

### نجوم المستقبل
في 22 يونيو 2018 انضم لنادي نجوم المستقبل لمدة موسمين في صفقة انتقال حر.

### مع المنتخب
رغم أنه هداف الدوري لموسمين متتاليين لم يلعب لمنتخب مصر إلا مباراة وحيدة حتى الآن كانت أمام المنتخب الغيني في 30 أغسطس 2016 ، حيث نزل بديلًا للاعب باسم مرسي في الشوط الثاني (بمعدل 23 دقيقة).

## أرقام قياسية
نجح في تسجيل رقمين قياسيين بتاريخ الدوري الممتاز؛ وذلك بعد تسجيله لأسرع هدف في تاريخ الدوري الممتاز في الثانية 11.6 أمام نادي المصري، وأيضًا فوزه بلقب هداف الدوري الممتاز مع ناديين مختلفين في موسمين متتاليين: موسم 2014–2015 ، وموسم 2015–2016 ، ليكتب بذلك تاريخًا جديدًا يحدث لأول في الدوري المصري؛ فهو أول لاعب في تاريخ الدوري المصري منذ بدايته الذي يحصد فيه لقب هداف المسابقة لموسمين متتاليين مع فريقين مختلفين؛ السيد الضظوي مهاجم المصري والأهلي حصد اللقب مع الفريقين لكن لم يكن بشكل متتالي، وهو نفس ما قام به حسام حسن مع الفريق الأحمر والزمالك، وكذلك أحمد الكاس توج بلقب هداف الدوري مرتين متتاليتين لكن مع فريق واحد هو الأوليمبي، وتقاسم الجائزة في الموسم الثالث مع بشير عبد الصمد لاعب الإسماعيلي، وهناك العديد من اللاعبين الآخرين الذين توجوا بلقب الدوري موسمين متتاليين لكن مع نفس الفريق مثل حمدي عبد الفتاح وحسن الشاذلي مع الترسانة.

## روابط خارجية
- حسام سلامة على موقع قاعدة بيانات كرة القدم.إي يو (الإنجليزية)
- حسام سلامة على موقع Soccerway.com (الإنجليزية)